# Nygård (Øster Starup Sogn)
 For alternative betydninger, se Nygård. (Se også artikler, som begynder med Nygård)
Nygård var en herregård der i 1500-tallet herresæde for adelsslægten Skeel. Nygård eller Nygaard eller Niegaard var beliggende syd for Brakker By i Øster Starup Sogn. Frederik 2. overtog herregården i 1578.